# Маллы, Юнус
Юнус Маллы (нем. Yunus Mallı, тур. Yunus Mallı; 24 февраля 1992, Кассель, Германия) — турецкий и немецкий футболист, атакующий полузащитник клуба «Коньяспор». Выступал за сборную Турции.

## Биография
Юнус Маллы родился 24 февраля 1992 года в городе Кассель, Германия. Он является немецким футболистом турецкого происхождения, и выступает на позиции атакующего полузащитника.
В 2007 году игрок перешёл в футбольный клуб «Боруссия» (Мёнхенгладбах). С 2010 года начал выступать за вторую команду в Регионаллиге. Там он своим выступлением привлек внимание селекционеров клуба «Майнц 05», в который и перешёл в 2011 году, подписав контракт до 2013 года. 22 октября 2011 года немецкий футболист турецкого происхождения дебютировал в Бундеслиге в матче против «Герты», в котором Юнус появился на поле, заменив Иваншица на 73-й минуте.

## Карьера в сборной
Маллы имеет 30 матчей за юношеские и молодёжные сборные Германии, в том числе 4 матча за сборную Германии до 21 года. За неё он дебютировал 11 ноября 2013 года, играя вторую половину победного матча против сборной Черногории. В июне 2018 года в товарищеском матче против сборной России на 60-й минуте забил мяч в ворота соперников, игра закончилась вничью (1:1).